# Amycle mankinsi
Amycle mankinsi  (лат.) — вид полужесткокрылых насекомых из семейства фонарницы.

## Распространение
Центральная Америка: Гондурас (Lago Yojoa).

## Описание
Среднего размера фонарницы, отличающиеся необычной формой головы. Длина тела 17 (голова 3,5 мм), основная окраска красновато-коричневая. Голова с субтреугольным выступом слегка изогнутым у вершины.
Головной выступ дорзо-вентрально сплющенный (сверху плоский, снизу выпуклый). Задние голени с 4-5 шипиками. Вид был впервые описан в 1991 году американским энтомологом Луисом Б. О’Брайеном (Lois B. O’Brien; Entomology, Florida A & M University, Таллахасси, Флорида, США) и назван в честь Дж. В. Манкинса (Dr. J. V. Mankins).